# Родригес, Амадор
Амадор Родригес Сеспедес (исп. Amador Rodríguez Céspedes; род. 18 октября 1957; Сан-Херман) — испанский шахматист, гроссмейстер (1977).
В составе команды Кубы участник 10-и олимпиад (1974, 1978—1990, 1994—1996). Участник межзональных турниров: Толука (1982) — 12—13-е, Биль (1985) — 10—11-е и Суботица (1987) — 6-е места.
Лучшие результаты в других международных соревнованиях: Врнячка-Баня (1977) — 1-е; Сьенфуэгос (1975 и 1977) — 1—3-е и 4-е, 1984 — 1—2-е; Гавана (1979) — 1-е, 1982 — 2—3-е, 1984 — 2—5-е, 1985 — 2—5-е; Прага (1980) — 2-е; Белград (1980) — 2—4-е; Баямо и Мансанильо (1981) — 1-е; Пинар-дель-Рио (1982) — 3-е; Баямо (1982 и 1987) — 1-е; Афины (1984) — 2—4-е; Каракас (зональный турнир ФИДЕ; 1985) — 1—2-е; Панчево (1985 и 1987) — 3—5-е и 1-е; Бадалона (1985) и Медина-дель-Кампо (1986) — 1-е места.

## Изменения рейтинга
| Графики недоступны из-за технических проблем. См. информацию на Фабрикаторе и на mediawiki.org. |